# Henri-Augustin Girard de Charnacé
Pour les articles homonymes, voir Charnacé.
Henri-Augustin Girard de Charnacé, est un militaire français né le 20 août 1777 à Longuefuye, et décédé le 8 juin 1847 à Longuefuye.

## Biographie

### Origine
Il est issu de la famille de Charnacé (Anjou), fondue après lui — par le mariage de sa sœur aînée héritière Claude de Charnacé avec Anselme (de) Girard — dans les Girard (Poitou), d'où les Girard de Charnacé, de noblesse d'ancienne extraction en Poitou sur une filiation prouvée de 1500. Sa terre de Charnacé (en Anjou) fut érigée en marquisat par lettres-patentes le 31 janvier 1674 en faveur de Jacques-Philippe de Girard, marquis de Charnacé, lieutenant-général de l'artillerie de l'Île-de-France, commandant en chef de l'Arsenal de Paris. Les membres de cette famille ont occupé des charges et ont donné des diplomates et des militaires. Elle est bien connue par l'ouvrage de Bertrand de Charnacé, Notes sur la maison de Charnacé, Paris, 1958, XIV-216 p. Les armes des Girard de Charnacé sont : Ecartelé, aux I et IV : d'azur à 3 chevrons d'or ; aux II et III : d'azur, à 3 croisettes pattées d'or.
Établis en Anjou, les Girard de Charnacé de la branche cadette revinrent habiter à Longuefuye le Château des Courans à la fin du XVIIIe siècle, Prosper-Marc de Girard de Charnacé, ancien sous-lieutenant au Régiment de Bresse, d'abord émigré, vint retrouver son jeune frère Henri-Augustin enrôlé dans la compagnie des Chouans de Fromentières. Celui-ci reparut en 1799 dans l'état-major de Louis Auguste Victor de Ghaisne de Bourmont et aux Cent-Jours sous les ordres de Marin-Pierre Gaullier.
Henri-Augustin Girard de Charnacé est le fils de Marc-Prosper Girard de Charnacé (1725-1815), et de Nicole de Boisjourdan, sœur de Louis Joachim de Boisjourdan. Les tombes très modestes de la famille Girard de Charnacé étaient dans le cimetière de Longuefuye.

### Révolution française
Henri-Augustin Girard de Charnacé est engagé très jeune pour servir dans la compagnie des Chouans de Fromentières, dont la troupe trouvait réfuge et ravitaillement au Château des Courans. « Monsieur Jacques », Jacques Bruneau de La Mérousière, y fixa sa résidence en 1794 quand il vint pour organiser la Chouannerie dans la région, s'appuyant sur la division de Fromentières et sur le dévouement éprouvé des familles du Bois-Jourdan, de Charnacé et Jarret de la Mairie.
Il épouse à Château-Gontier le 29 juin 1804, Florence de Guitaut, fille de l'ancien lieutenant-général au présidial de Château-Gontier. Ils eurent six enfants. Ils habitèrent Les Courans toute leur vie, y menant selon Bernard de Charnacé, une vie patriarcale, charitable, un peu austère, s'occupant de leurs enfants et de la gestion d'un immense domaine, sa femme surtout, en ce qui concerne la gestion du domaine.

### Premier Empire
Rallié au Premier Empire, il est nommé maire de Longuefuye en 1808, lors du grand mouvement de ralliement de la noblesse, que Michel Denis appelle la Révolution des mairies. Cela ne l'empêche pas de reprendre les armes en 1815 lors de la Guerre de Vendée et Chouannerie de 1815. Le général Louis d'Andigné le nomme, le 22 mai 1815, durant les Cent-Jours, chef de bataillon de la division Gaullier. Le bataillon est dans la 1re légion de l'armée catholique et royale du Maine, commandée par Marin-Pierre Gaullier, pendant les Cent-Jours. Il en gardera auprès des vieux chouans, ses anciens compagnons, le titre de commandant
La Statistique de 1809 ne le flatte pas : "N'a pas beaucoup de facultés. Paraît au gouvernement". Quant aux biens, Michel Denis le retient, aux côtés de Michel Dubois de Beauregard, issu lui de la grande bourgeoisie d'affaires, comme le type même du grand propriétaire, dont les revenus se situaient autour de 30 000 francs. La seule terre des Courans comprenait dix fermes. Il est désigné comme l'un des Grands notables du Premier Empire du département de la Mayenne

### Famille
La famille Girard de Charnacé s'illustra au tout premier rang, au XIXe siècle, dans les progrès agricoles.

## Descendance & postérité
- Marc-Prosper Girard de Charnacé
  - Henri-Augustin Girard de Charnacé
    - Hortense Girard de Charnacé (née le 24 juillet 1805 à Château-Gontier, et décédée le 25 janvier 1899 à Chambellay, au Château du Bois-Montbourcher), épouse d'Ernest de Girard de Charnacé (1800-1884), marquis de Charnacé, maire de Chambellay, officier des hussards de la garde royale.
      - Guy de Charnacé, époux de Claire Christine d'Agoult
        - Daniel de Charnacé (1851[10]-1942), ancien officier de vaisseau, puis agriculteur et éleveur, se fixera au Bois-Monbourcher en 1876, auprès de son grand-père, Ernest de Charnacé (1800-1884), qui venait d'achever la restauration du château et auquel il succèdera comme maire de Chambellay de 1884-1942, détenant ainsi le record de longévité à cette fonction municipale[11].

    - Raoul Girard de Charnacé (1807-1890)
    - Gabriel Girard de Charnacé (1809-1883), né le 9 avril 1809, mort le 4 juin 1883, a publié dans L'Indépendant de l'Ouest en 1850, des articles politiques pour demander l'appel à la nation tout en sauvegardant le principe de la légitimité, et en 1853 un volume d'économie rurale.
    - Prosper Girard de Charnacé (1810-1888), né le 22 décembre 1810, mort le 22 février 1888, prêtre, chanoine honoraire de Laval, vécut retiré dans son château des Courans et dépensa sa fortune en bonnes œuvres aussi discrètes qu'abondantes. Il était conseiller municipal de Longuefuye[4].
    - Marie-Louise Girard de Charnacé (1813-1848)
    - Charles Girard de Charnacé, maire d'Auvers-le-Hamon (1816-1898)